# Les Sept Sœurs
Pour les articles homonymes, voir Sept Sœurs.
Les Sept Sœurs, en nynorsk De syv søstre, en bokmål De syv søstre, sont un massif montagneux de Norvège situé sur l'île d'Alsten, dans le comté de Nordland, au sud-ouest de Mo i Rana.
Du nord-est au sud-ouest, les sept sommets sont :
- le Botnkrona (1 072 m)
- le Grytfoten (1 019 m)
- le Skjæringen (1 037 m)
- le Tvillingene (« les Jumeaux ») (945 m et 980 m)

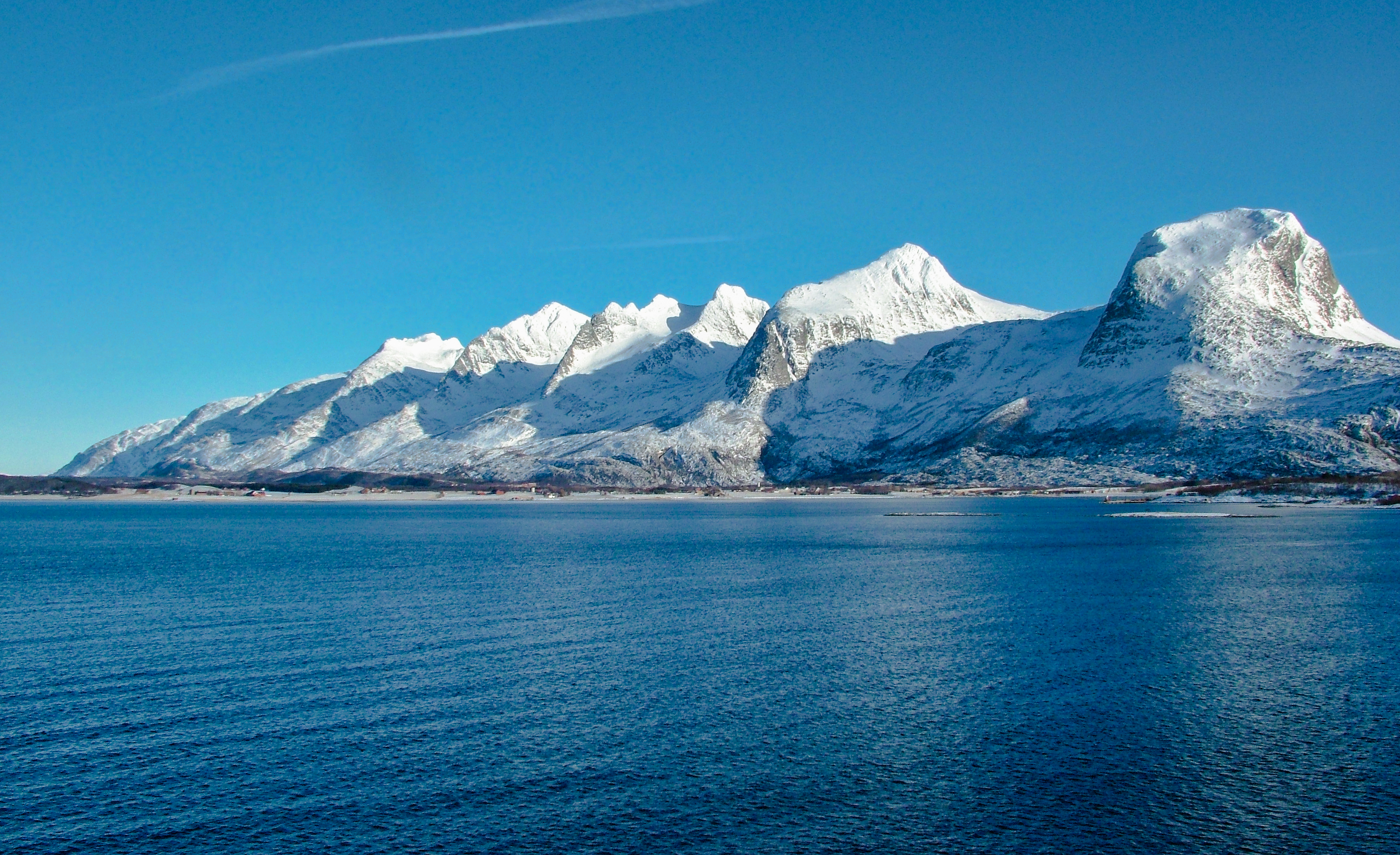
Vue panoramique des Sept Sœurs depuis la mer de Norvège à l'ouest.

- le Kvasstinden (1 010 m)
- le  Breitinden (910 m)